# يعقوب بن علي البروسوي
يعقوب بن علي البروسوي، فاضل وعالم دين من الدولة العثمانية. كان يُعرف أيضًا باسم يعقوب بن سيد علي. تولى التدريس في عدة مدن عثمانية منها بورصة وآيدين وأدرنة، حيث تولى القضاء في الأخيرة قبل أن يعود للتدريس مرة أخرى ويتقاعد بعد ذلك.
توفي يعقوب بن علي البروسوي أثناء عودته من الحج في بركة الحاج بمصر في عام 931 هـ / 1524 م.

## أعماله
للبروسوي عدة مؤلفات هامة في مجالات التصوف والحديث والنحو والفرائض. من أبرز مؤلفاته:
- مفاتيح الجنان في شرح شرعة الإسلام: كتاب في التصوف. وهو شرح لكتاب (شرعة الاسلام) لركن الاسلام محمد بن ابي بكر المتوفي سنة ٥٧٣ هـ.
- التذكرة: كتاب في الحديث.
- حاشية على حاشية السيد، على لوامع الأسرار: مخطوط في الفرائض.
- حاشية على شرح السراجية: مخطوط في الفرائض.
- حاشية على شرح ديباجة المصباح: مخطوط في النحو.
- مختصر مرآة الجنان لليافعي: مخطوط.
- شرح كلستان: مخطوط بخط يده بالعربية، والأصل فارسي للشيخ سعدي الشيرازي.

## وفاته
توفي يعقوب بن علي البروسوي أثناء عودته من الحج في "بركة الحاج" بمصر عام 931 هـ / 1524 م.